# 박익
박익(朴翊, 1332년 ~ 1398년)은 고려의 문신으로, 두문동 72현의 한 사람이다. 본관은 밀성(密城)으로 밀양 박씨 가문의 18대조이다. 초명은 박천익(朴天翊), 자는 태시(太始), 호는 송은(松隱)이다.

## 생애
고려 말에 동경판관(東京判官)·예부시랑(禮部侍郎)·중서령(中書令)·세자이사(世子貳師)·사재소감(사재감, 궁중에서 쓰는 어류,육류,소금,땔감 등을 공급하는 조달청(현재의 조달청 차관급))의 벼슬을 지냈다. 1385년 ~ 1392년 사이에 상장(上將)으로 아장(亞將) 강회중(姜淮中)과 함께 남으로는 왜구를 토벌하고 북으로는 여진족을 토벌하여 남정북벌(南征北伐)에 공이 컸다. 그 후 1392년 조선이 건국되자 모든 직에서 물러났다.
박익은 고려가 망하자 두문동으로 들어갔다가 다시 고향인 밀양 삽포리 송계마을로 귀향했다. 조선 태조는 1393년부터 4년 동안 공조판서·형조판서·예조판서·이조판서에 임명하는 등 다섯 번에 걸쳐 조정에 출사할 것을 명했으나, 박익은 두 왕조를 섬길 수 없다며 응하지 않았다. 1398년 사망하였다. 그 후 대광보국숭록대부의정부좌의정 벼슬이 내려지고, 이듬해 충숙공(忠肅公)의 시호가 내려졌다.

## 일화
- 박익의 출사를 권유하는 4번째 예관으로 방문한 권근이 박익에게 예의를 다하여 사폐의 은전을 전달하자, 박익은 안맹이롱을 하면서 손글씨로 "나는 이씨의 곡식을 먹지 않겠다, 또한 사폐는 백성들의 피와 눈물 같은 것이니 절대로 받지 않겠다"고 완강히 거절하였다. 이에 권근은 자식들이라도 조선의 관직을 제수하도록 태조의 성은을 전하자, 박익은 "큰아들 우당(憂堂) 박융은 집안에서 불미스러운 일과 근심거리만 만드는 말성꾸러기 자식이니 벼슬을 주어 보았자, 조선에 걱정 꺼리만 끼칠 불충한 신하가 될것이 뻔한 자식이고, 둘째 아들 인당(忍堂) 박소는 불의를 보면 참지 못하는 돌발적인 성격에 인내심도 부족하여, 언젠가는 조선의 명령을 거역하는 역적이 될 수 있는 자식이고, 셋째 아들 아당(啞堂) 박조는 말못하는 벙어리이므로 벙어리에게 나라에서 벼슬을 내려주면 백성들에게 웃음거리가 될것이 뻔한 자식이고, 넷째 아들 졸당(拙堂) 박총은 모든일을 처리하는 것이 졸렬하고 한심스러운 자식이다." 라고 말하였다. 박익은 이런 자식들에게 벼슬을 내려주면 백성들에게 웃음거리가 될 것이 염려스러우며, 태조는 조선에 알맞은 인재를 찾아 등용하는 것이 올바른 이치라고 말하였고, 자식들의 벼슬마저도 사양하고 죽기만을 애걸하였다. 권근이 태조에게 이러한 말을 전달하자, 태조는 박익의 고려에 대한 충성과 절개에 감명을 받아 말하기를 "그는 나에게는 역적이지만 고려에는 충신이 아닌가. 고려의 늙은 신하로서 어찌 그에게 허물이 있겠는가?" 하며 더 이상 논죄하지 않았다고 한다.

- 사망 전날, 박익은 네 아들과 며느리를 불러놓고 유언을 남겼다. "내가 이 세상에 태어나서, 세 조정을 두루 섬겼으니, 하늘의 은혜가 한이 없고, 신운도 매우 좋았다. 너희들에게 문장이 있으니, 가히 음덕을 심을 만하고, 또한 너희들에게는 자식들이 진진하니, 집안이 번창할 것이다. 그밖에 무엇을 바라겠는가. 나는 왕씨의 혼령을 따라가지만, 너희들은 이씨의 세상에 있게 되었다. 기히 다른 사람의 신하가 되었으니, 충성을 한다면 힘껏 하여라. 선천과 후천이라, 아버지와 아들이지만 시대가 달라졌다. 사랑하는 나의 네 며느리들, 한 마음으로 효성을 다하였으니, 어찌 불영이 이와같은 복을 누렸단 말인가."

## 묘소
경상남도 밀양시의 밀성 박씨 묘역에 박익의 묘(밀양 박익 벽화묘)가 있다. 이 묘는 조선 초기의 방형묘로, 내부에는 벽화가 그려져 있어 당시의 생활풍속을 알 수 있고, 묘지석이 출토되어 박익에 대한 정보를 전해주고 있다. 발굴된 묘지석에 의하면 1420년(경자년 2월, 세종 2년)으로 밝혀졌고, 송은집에 나오는 사망년도는 1398년으로 적혀있다. 2005년에 사적 459호로 지정되었다.

## 상훈과 추모
별세 후 좌의정에 추증되고 충숙(忠肅)이라는 시호가 내렸으며, 밀양의 덕남서원(德南書院)과 신계서원(新溪書院), 용강사(龍岡祠)에 제향되었다.

## 저서
- 《송은집(松隱集)》